# Alix Koromzay
Alexandra Elizabeth Koromzay, meglio nota come Alix Koromzay (Washington, 22 aprile 1969), è un'attrice statunitense.

## Biografia
Ha iniziato la sua carriera nel 1990, ed è diventata nota per il film Haunting - Presenze. Ha lavorato fino al 2006, anno in cui ha deciso di ritirarsi.
Ha una figlia, Sasha, nata nel 2001.

## Filmografia parziale
- Un poliziotto alle elementari (Kindergarten Cop), regia di Ivan Reitman (1990)
- Mimic, regia di Guillermo del Toro (1997)
- Haunting - Presenze (Haunting), regia di Jan de Bont (1999)
- Net Worth, regia di Kenny Griswold (2000)
- Mimic 2, regia di Jean de Segonzac (2001)
- Debito di sangue (Blood Work), regia di Clint Eastwood (2002)

## Doppiatrici italiane
- Laura Latini in Nightwatch - Il guardiano di notte, Mimic 2
- Laura Lenghi in Mimic
- Laura Boccanera in Debito di sangue